# Якоб Мельскенс
Якоб Мельскенс (дан. Jacob Melskens; нар. 20 березня 1985) — колишній данський тенісист.
Найвищу одиночну позицію світового рейтингу — 773 місце досяг 20 березня 2006, парну — 535 місце — 16 жовтня 2006 року.

## Титули ITF Ф'ючерс

### Парний розряд: 1
| Ранг | Дата     | Турнір               | Рівень  | Покриття | Партнер      | Суперники                     | Рахунок  |
| ---- | -------- | -------------------- | ------- | -------- | ------------ | ----------------------------- | -------- |
| 1.   | Чер 2007 | Норвегія F2, Геусдал | Ф'ючерс | Тверде   | Расмус Нербю | Гейнріх Гейл Арнар Сіґурдссон | 6–3, 6–4 |